# Рябушинский, Павел Михайлович
Павел Михайлович Рябушинский (1820—1899/1900) — русский предприниматель и благотворитель, сын основателя династии Рябушинских — Михаила Яковлевича Рябушинского; потомственный почетный гражданин с 1884 года.

## Биография
Родился в 1820 году в Москве в старообрядческой семье, где было еще два брата — Иван (род. 1818) и Василий (род. 1826), а также две сестры — Пелагея (род. 1815) и Анна (род. 1824).
Как и многих старообрядцев, Павла отличали предприимчивость и общительность. В детстве увлекался музыкой, позже заводил знакомства в музыкальном и литературном мире. Образование получил домашнее и с 14 лет уже служил в лавке отца, занимался закупкой тканей. Неоднократно бывал в Англии для знакомства с иностранной технологией производства тканей. Обладая развитым чутьём, в 1869 году предложил братьям продать принадлежавшие им объекты, а на полученные деньги купить у московского купца Шилова бумагопрядильную фабрику в Тверской губернии, которая в скором времени начала приносить большие доходы. Его призванием стало фабричное дело, а принадлежащие ему вышневолоцкие фабрики к концу XIX века были существенной составляющей хлопчатобумажной промышленности Российской империи.
Павел Рябушинский помогал старообрядческой общине Рогожского кладбища в Москве. Большие средства вкладывались им в улучшение условий труда и быта служащих фабрик — была организована доступная медицинская помощь, построена и оборудована больница и родильный приют; при фабрике также работали богадельня и ясли, была открыта школа; были построены казармы для рабочих.
Также занимался общественной деятельностью — избирался в члены московской Думы (1860) и коммерческого суда (1867), был выборным Московского Биржевого общества (1870—1876), в 1868 году — депутатом I купеческого съезда.
Умер 21 декабря 1899 (2 января 1900) года в Москве и похоронен на Рогожском кладбище рядом с отцом. Сыновьям своим завещал 20 млн рублей.
Художник Павел Каинович Дункерс написал портрет Павла Михайловича Рябушинского.

### Семья
У Павла Михайловича не сложились отношения с первой женой (с 1834) — Анной Семёновной Фоминой (внучка старообрядческого начётчика Ястребова, основателя Рогожского кладбища) — из-за отсутствия наследника мужского пола: у них было шестеро дочерей, что привело в 1859 году к разводу.
1. Клавдия, в замужестве Радакова[5],
2. Елизавета (1850—1925), замужем за Михаилом Назаровичем Кузнецовым[5][6],
3. Марья, в замужестве Павлова[5],
4. Ольга умерла до замужества[5],
5. Александра (1854—1933), в замужестве Толоконникова[5], мать С. Н. Толоконникова.
6. Алевтина, в замужестве Князькова[5].

В это же время собрался жениться его брат Василий, но Павел неожиданно увлёкся невестой брата, что сделал ей предложение от своего имени. Его женой стала Александра Степановна Овсянникова (1852—1901), 18-летняя дочь крупного хлеботорговца из Петербурга, тоже из старообрядческой семьи. Несмотря на разницу в возрасте — П. М. Рябушинскому в то время было 50 лет, их союз оказался счастливым, в семье родилось 16 детей, из них 13 (8 сыновей и 5 дочерей) достигли совершеннолетия, трое детей умерли в детстве.
1. Павел (1871—1924),
2. Сергей (1872—1936),
3. Владимир (1873—1955),
4. Степан (1874—1942),
5. Борис (1876—1883)[5],
6. Николай (1877—1951)
7. Елизавета (1878—1936), первый брак с Александром Карповым[5][8] (1875—1944), сыном историка Г. Ф. Карпова, с 1910 замужем за архитектором И. В. Жолтовским, в 1920 эмигрировала с детьми от первого брака[9].
8. Александра (1879—1880)[5]
9. Михаил (1880—1960),
10. Евфимия (1881—1976) — супруга суконного фабриканта В. В. Носова,
11. Дмитрий (1882—1962)
12. Фёдор (1885—1910), организатор экспедиции Рябушинского на Камчатку в 1908—1910 годах.
13. Евгения (1883[5] — до 6 марта 1931, Грае, деп. Приморские Альпы, Франция), в замужестве Смирнова, скончалась после продолжительной болезни[10],
14. Надежда (1886—1937) — расстреляна рядом с п. Медвежья Гора Карельской АССР, 1989 году реабилитирована,
15. Александра (1887—1937) — замужем за М. В. Алексеевым, расстреляна рядом с п. Медвежья Гора, 1989 году реабилитирована.
16. Анна (1893—1895)[5]